# 定安王后
定安王后金氏（ていあんおうこう・きんし/チョンアンワンフ・キムシ、1355年1月22日 - 1412年8月2日）は、李氏朝鮮第2代王・定宗の王妃。本貫は慶州金氏。諡号は温明荘懿定安王后。

## 生涯
1355年、金天瑞（きん ていずい/キム・チョンソ）の娘として生まれ、のちに朝鮮初代王太祖となる李成桂の次男・李芳果と結婚した。しかし、夫との間に子を成さなかった。1398年、第一次王子の乱で王世子の李芳碩が李芳遠によって殺害された後、夫の芳果が王世子となり彼女は世子嬪（世子の正妻）となって徳嬪と号した。1か月後の太祖の譲位で夫・定宗が即位し、金氏は王妃となり、徳妃と号した。だが中継ぎの王である定宗は将来の不安を抱き、王妃は王に芳遠への譲位を薦め実行させた。1400年、芳遠が王位に就いた。金氏は王大妃となり順徳王大妃と尊号を贈られて余生を過ごし、1412年に薨去した。享年57歳。
陵墓は開城特別市板門区域にある厚陵であり、後に夫である定宗とともに葬られた。

## 家族
- 父：判礼賓寺事 贈 門下左侍中 月城府院君 金天瑞(生没年不詳)
- 母：三韓国大夫人 潭陽李氏
- 義父：太祖
- 義母：神懿王后韓氏(夫の実母)
- 義母：神徳王后康氏(夫の継母)
- 夫：定宗